# Jean Sibelius
Jean Sibelius (v resnici Johan Julius Christian Sibelius, tudi Janne Sibelius), finski romantični skladatelj, * 8. december 1865, Hämeenlinna, † 20. september 1957 v Järvenpää pri Helsinkih. Najbolj znan je po simfonični pesnitvi Finlandia.

## Življenjepis
Jean Sibelius je bil rojen leta 1865 kot sin Christiana Gustafa Sibeliusa in njegove žene Marie Charlotte Borg v Hämeenlinnu, švedsko govoreče družine. Oče, zdravnik, je želel, da bi sin študiral pravo, a ga je bolj zanimala glasba. Učil se je igrati na klavir in violino. Po maturi leta 1885 se je vpisal na študij prava na Finski univerzi Imperial Alexander (zdaj Univerza Helsinki). Ta študij je pustil ter se vpisal na konservatorij, kjer je od  leta 1885 do 1889 študiral glasbo. Študiral je tudi v Berlinu (1889-1890) in od 25. oktobra 1890 do 8. junija 1891 na Dunaju. Po vrnitvi na Finsko leta 1892 je postal profesor teorije in violine na Helsinškem konservatoriju. Svobodni skladatelj je postal šele čez nekaj let, potem ko je dobil državno pokojnino in s tem finančno neodvisnost.
Pridružil se je finskemu narodnemu gibanju za osvoboditev države izpod carističnega jarma. Sibeliusova glasba je v tem našla svoj smisel, saj je z njo želel predstaviti portret Finske.
10. junija 1892 se je poročil z Aino Järnefelt (1871–1969). Ta čas je Sibelius dobil 6 hčera. leta 1904 se je družina preselila v svojo domačo Ainolo na obali jezera Tuusula. Sibelius je preživel dolga obdobja v tujini, tudi med letoma 1900-1901 z družino v Italiji. Komponiral in dirigiral je po raznih državah (Veliki Britaniji, Franciji in Nemčiji) in predstavljal svojo deželo svetu. Bil je tudi v Ameriki in Kanadi. Med letoma 1905-1922 je bil večkrat v Angliji.
Leta 1908 je Sibelius prestal resno operacijo raka na grlu. Leta 1926 je skoraj prenehal komponirati. V preostanku življenja je napisal le še nekaj večjih skladb. 1. januarja 1939 se je Sibelius udeležil mednarodne radijske oddaje na kateri je dirigiral svojo Andante Festivo. Predstava je ohranjena v prepisu gramofonski plošči in kasneje izdana na CD-ju. Med letoma 1939-1944 je Sibelius z ženo spet prebival v Helsinkih. Za njegov 90. rojstni dan, leta 1955, je bilo organizirano splošno praznovanje. Philadelphia Orchestra pod vodstvom Eugene Ormandyja in Royal Philharmonic Orchestra pod vodstvom sira Thomasa Beechama so bili le posebnih prireditev v čast njegove glasbe na Finskem.
Leta 1929 je prejel častno članstvo v londonski Royal Philharmonic Society.
Ko se je na Finskem oživilo prostozidarstvo, v času ruske nadvlade je bilo prepovedano, je bil v letu 1922 Sibelius eden od ustanovnih članov Finske lože in kasneje Grand organist v Veliki Finski Loži. Napisal je obredno glasbo, ki se uporablja na Finskem (op. 113) od leta 1927 dalje in leta 1946 dodal dve novi deli. Nova predelava obredne glasbe je bila narejena leta 1948, kar je eno od njegovih zadnjih del.

## Delo
Sibelius je eden najpomembnejših finskih skladateljev in je eden redkih, ki so znani tudi izven meja svoje domovine. Rad je imel naravo kar je bilo pogosto vidno v njegovih delih.
Napisal je preko 100 pesnitev za vokalno-instrumentalno zasedbo. Pisal je simfonije, orkestralno, scensko, komorno, klavirsko, operno, in prostozidarsko obredno glasbo.
Jedro njegovega opusa je sklop sedmih simfonij, ki se tako kot njegova druga velika dela redno izvajajo in snemajo na Finskem in v državah po svetu. Njegove druge najbolj znane skladbe so Finlandia, suita Karelia, Valse triste, violinski koncert, zborovska simfonija Kullervo in Labod iz Tuonele (iz suite Lemminkäinen). Njegova druga dela vključujejo dela, ki jih je navdihnila narava, nordijska mitologija in finski narodni ep Kalevala; nad sto pesmi za glas in klavir; priložnostna glasba za številne igre; opera enodejanka Deklica v stolpu; komorna glasba, klavirska glasba, masonska obredna glasba in 21 publikacij zborovske glasbe.

## V spomin
Po njem se imenuje glasbena Akademija Sibelius v Helsinkih.
Finski bankovec za 100 mark je imel upodobljenega Sibeliusa, dokler ni bil vzet iz obtoka v letu 2002.
Od leta 2011 Finska praznuje dan izobešenja zastave 8. decembra na skladateljev rojstni dan. Dan je znan tudi kot »dan finske glasbe«.
Ministrstvo za šolstvo in Sibeliusova družba Finske sta leta 1974 odprli muzej. V letu 2011 so odkrili fragment, ki se je izkazal kot osnutek manjkajoče 8. simfonije.
Leta 2015 so ob praznovanju 150. obletnice Sibeliusovega rojstva organizirali številne posebne koncerte in dogodke, zlasti v Helsinkih, finski prestolnici.

### Rokopisi
Deli Sibeliusove literarne zapuščine – korespondenca in rokopisi – so ohranjeni v Nacionalnem arhivu Finske in Nacionalni knjižnici Finske, vendar je več predmetov v tujih zasebnih zbirkah, tudi kot naložbe, le delno dostopnih učenjakom.
Leta 1970 je Narodna knjižnica s pomočjo finske vlade, bank in fundacij pridobila veliko 50 glasbenih rokopisov. Sibeliusov osebni glasbeni arhiv so leta 1982 skladateljevi dediči podarili Narodni knjižnici.
Leta 1997 je bil s pomočjo Ministrstva za šolstvo nabavljen še en lot 50 artiklov. Leta 2018 je italijansko-finski zbiralec in dobrotnik Rolando Pieraccini podaril zbirko Sibeliusovih pisem in drugega gradiva Finskemu narodnemu muzeju. Po drugi strani pa je bil leta 2016 rokopis Pohjolove hčere prodan anonimnemu kupcu za 290.000 evrov in ni več dostopen znanstvenikom.
V začetku leta 2020 je sedanji lastnik zbirke Robert Lienau ponudil v prodajo 1200 strani rokopisov, vključno s partiturami Voces intimae, Joutsikki ter Pelléas in Mélisande, in gradivo med pogajanji ni bilo na voljo znanstvenikom. Prvotna cena naj bi bila več kot milijon evrov za parcelo kot celoto. Konec leta je Narodna knjižnica s pomočjo ustanov in donatorjev to zbirko pridobila. Končna cena je bila »precej pod milijon evrov«.
Dandanes pravno ni mogoče izvažati Sibeliusovih rokopisov iz Finske brez dovoljenja in po poročanju Hufvudstadsbladeta takšno dovoljenje verjetno ne bi bilo izdano.
Leta 2021 so Sibeliusove glasbene rokopise UNESCO uvrstil v Register svetovnega spomina.